# Danh sách vô địch đôi nam Úc Mở rộng
Dưới đây là danh sách các vận động viên quần vợt đoạt chức vô địch nội dung đôi nam giải Úc Mở rộng.
| Năm       | Vô địch                                           | Hạng nhì                                          | Tỷ số                                             |
| 1905      | Randolph Lycett Tom Tachell                       | Edgar T. Barnard Basil Spence                     | 11-9 8-6 1-6 4-6 6-1                              |
| 1906      | Rodney Heath Tony Wilding                         | Harry Parker Cecil Cleve Cox                      | 6-2 6-4 6-2                                       |
| 1907      | Bill Gregg Harry Parker                           | Horrie Rice George Wright                         | 6-2 3-6 6-2 6-2                                   |
| 1908      | Fred Alexander Alfred Dunlop                      | Granville G. Sharp Tony Wilding                   | 6-3 6-2 6-1                                       |
| 1909      | J. P. Keane Ernie Parker                          | Tom Crooks Tony Wilding                           | 1-6 6-1 6-1 9-7                                   |
| 1910      | Ashley Campbell Horace Rice                       | Rodney Heath John L. Odea                         | 6-3 6-3 6-2                                       |
| 1911      | Rodney Heath Randolph Lycett                      | J.J. Addison Norman Brookes                       | 6-2 7-5 6-0                                       |
| 1912      | James Cecil Parke Charles Dixon                   | Alfred Beamish Gordon Lowe                        | 6-4 6-4 6-2                                       |
| 1913      | Ernie Parker Alf Hedeman                          | Harry Parker Ray Taylor                           | 8-6 4-6 6-4 6-4                                   |
| 1914      | Ashley Campbell Gerald Patterson                  | Rodney Heath Arthur O'Hara Wood                   | 7-5 3-6 6-3 6-3                                   |
| 1915      | Clarence V. Todd Horace Rice                      | Gordon Lowe Bert St. John                         | 8-6 6-4 7-9 6-3                                   |
| 1916-1918 | Không tổ chức Chiến tranh thế giới lần thứ nhất   | Không tổ chức Chiến tranh thế giới lần thứ nhất   | Không tổ chức Chiến tranh thế giới lần thứ nhất   |
| 1919      | Pat O'Hara Wood Ron Thomas                        | James Anderson Arthur Lowe                        | 7-5 6-1 7-9 3-6 6-3                               |
| 1920      | Pat O'Hara Wood Ron Thomas                        | Horrie Rice Ray Taylor                            | 6-1 6-0 7-5                                       |
| 1921      | Rhys Gemmell Sydney H. Eaton                      | N. Brearley Edward Stokes                         | 7-5 6-3 6-3                                       |
| 1922      | John Hawkes Gerald Patterson                      | James Anderson Norman Peach                       | 8-10 6-0 6-0 7-5                                  |
| 1923      | Pat O'Hara Wood Bert St. John                     | Dudley Bullough Horrie Rice                       | 6-4 6-3 3-6 6-0                                   |
| 1924      | James Anderson Norman Brookes                     | Gerald Patterson Pat O'Hara Wood                  | 6-2 6-4 6-3                                       |
| 1925      | Pat O'Hara Wood Gerald Patterson                  | James Anderson Fred Kalms                         | 6-4 8-6 7-5                                       |
| 1926      | John Hawkes Gerald Patterson                      | James Anderson Pat O'Hara Wood                    | 6-1 6-4 6-2                                       |
| 1927      | John Hawkes Gerald Patterson                      | Pat O'Hara Wood Ian McInness                      | 8-6 6-2 6-1                                       |
| 1928      | Jean Borotra Jacques Brugnon                      | Jim Willard Gar Moon                              | 6-2 4-6 6-4 6-4                                   |
| 1929      | Jack Crawford Harry Hopman                        | Jack Cummings Gar Moon                            | 6-1 6-8 4-6 6-1 6-3                               |
| 1930      | Jack Crawford Harry Hopman                        | Jack Hawkes Tim Fitchett                          | 8-6 6-1 2-6 6-3                                   |
| 1931      | Charles Donohoe Ray Dunlop                        | Jack Crawford Harry Hopman                        | 8-6 6-2 5-7 7-9 6-4                               |
| 1932      | Jack Crawford Gar Moon                            | Harry Hopman Gerald Patterson                     | 12-10 6-3 4-6 6-4                                 |
| 1933      | Keith Gledhill Ellsworth Vines                    | Jack Crawford Gar Moon                            | 6-4 10-8 6-2                                      |
| 1934      | Fred Perry George Hughes                          | Adrian Quist Don Turnbull                         | 6-8 6-3 6-4 3-6 6-3                               |
| 1935      | Jack Crawford Vivian Mcgrath                      | Pat Hughes Fred Perry                             | 6-4 8-6 6-2                                       |
| 1936      | Adrian Quist Don Turnbull                         | Jack Crawford Viv McGath                          | 6-8 8-2 6-1 3-6 6-2                               |
| 1937      | Adrian Quist Don Turnbull                         | John Bromwich Jack Harper                         | 6-2 9-7 1-6 6-8 6-4                               |
| 1938      | Adrian Quist John Bromwich                        | Gottfried von Cramm Henner Henkel                 | 7-5 6-4 6-0                                       |
| 1939      | Adrian Quist John Bromwich                        | Don Turnbull Colin Long                           | 6-4 7-5 6-2                                       |
| 1940      | Adrian Quist John Bromwich                        | Jack Crawford Viv McGrath                         | 6-3 7-5 6-1                                       |
| 1941-1945 | Không tổ chức do Chiến tranh thế giới lần thứ hai | Không tổ chức do Chiến tranh thế giới lần thứ hai | Không tổ chức do Chiến tranh thế giới lần thứ hai |
| 1946      | Adrian Quist John Bromwich                        | Max Newcombe Len Schwartz                         | 6-3 6-1 9-7                                       |
| 1947      | Adrian Quist John Bromwich                        | Frank Sedgman George Worthington                  | 6-1 6-3 6-1                                       |
| 1948      | Adrian Quist John Bromwich                        | Frank Sedgman Colin Long                          | 1-6 6-8 9-7 6-3 8-6                               |
| 1949      | Adrian Quist John Bromwich                        | Geoff Brown Bill Sidwell                          | 1-6 7-5 6-2 6-3                                   |
| 1950      | Adrian Quist John Bromwich                        | Eric Sturgess Jaroslav Drobny                     | 6-3 5-7 4-6 6-3 8-6                               |
| 1951      | Frank Sedgman Ken McGregor                        | John Bromwich Adrian Quist                        | 11-9 2-6 6-3 4-6 6-3                              |
| 1952      | Frank Sedgman Ken McGregor                        | Don Candy Merv Rose                               | 6-4 7-5 6-3                                       |
| 1953      | Ken Rosewall Lew Hoad                             | Don Candy Merv Rose                               | 9-11 6-4 10-8 6-4                                 |
| 1954      | Mervyn Rose Rex Hartwig                           | Neale Fraser Clive Wilderspin                     | 6-3 6-4 6-2                                       |
| 1955      | Vic Seixas Tony Trabert                           | Lew Hoad Ken Rosewall                             | 6-3 6-2 2-6 3-6 6-1                               |
| 1956      | Ken Rosewall Lew Hoad                             | Don Candy Merv Rose                               | 10-8 13-11 6-4                                    |
| 1957      | Lew Hoad Neale Fraser                             | Mal Anderson Ashley Cooper                        | 6-3 8-6 6-4                                       |
| 1958      | Ashley Cooper Neale Fraser                        | Roy Emerson Bob Mark                              | 7-5 6-8 3-6 6-3 7-5                               |
| 1959      | Rod Laver Robert Mark                             | Don Candy Bob Howe                                | 9-7 6-4 6-2                                       |
| 1960      | Rod Laver Robert Mark                             | Roy Emerson Neale Fraser                          | 1-6 6-2 6-4 6-4                                   |
| 1961      | Rod Laver Robert Mark                             | Roy Emerson Marty Mulligan                        | 6-3 7-5 3-6 9-11 6-2                              |
| 1962      | Roy Emerson Neale Fraser                          | Bob Hewitt Fred Stolle                            | 4-6 4-6 6-1 6-4 11-9                              |
| 1963      | Bob Hewitt Fred Stolle                            | Ken Fletcher John Newcombe                        | 6-2 3-6 6-3 3-6 6-3                               |
| 1964      | Bob Hewitt Fred Stolle                            | Roy Emerson Ken Fletcher                          | 6-4 7-5 3-6 4-6 14-12                             |
| 1965      | John Newcombe Tony Roche                          | Roy Emerson Fred Stolle                           | 3-6 4-6 13-11 6-3 6-4                             |
| 1966      | Roy Emerson Fred Stolle                           | John Newcombe Tony Roche                          | 7-9 6-3 6-8 14-12 12-10                           |
| 1967      | John Newcombe Tony Roche                          | Bill Bowrey Owen Davidson                         | 3-6 6-3 7-5 6-8 8-6                               |
| 1968      | Dick Crealy Allan Stone                           | Terry Addison Ray Keldie                          | 10-8 6-4 6-3                                      |
| 1969      | Rod Laver Roy Emerson                             | Ken Rosewall Fred Stolle                          | 6-4 6-4                                           |
| 1970      | Bob Lutz Stan Smith                               | John Alexander Phil Dent                          | 8-6 6-3 6-4                                       |
| 1971      | John Newcombe Tony Roche                          | Tom Okker Marty Riessen                           | 6-2 7-6                                           |
| 1972      | Ken Rosewall Owen Davidson                        | Ross Case Geoff Masters                           | 3-6 7-6 6-2                                       |
| 1973      | John Newcombe Mal Anderson                        | John Alexander Phil Dent                          | 6-3 6-4 7-6                                       |
| 1974      | Ross Case Geoff Masters                           | Syd Ball Bob Giltinan                             | 6-7 6-3 6-4                                       |
| 1975      | John Alexander Phil Dent                          | Bob Carmichael Allan Stone                        | 6-3 7-6                                           |
| 1976      | John Newcombe Tony Roche                          | Ross Case Geoff Masters                           | 7-6 6-4                                           |
| 1977      | Arthur Ashe (tháng 1) Tony Roche                  | Charlie Pasarell Erik van Dillen                  | 6-4 6-4                                           |
| 1977      | Ray Ruffels (tháng 12) Allan Stone                | John Alexander Phil Dent                          | 7-6 7-6                                           |
| 1978      | Wojtek Fibak Kim Warwick                          | Paul Kronk Cliff Letcher                          | 7-6 7-5                                           |
| 1979      | Peter McNamara Paul McNamee                       | Paul Kronk Cliff Letcher                          | 7-6 6-2                                           |
| 1980      | Mark Edmondson Kim Warwick                        | Peter McNamara Paul McNamee                       | 7-5 6-4                                           |
| 1981      | Mark Edmondson Kim Warwick                        | Hank Pfister John Sadri                           | 6-3 6-7 6-3                                       |
| 1982      | John Alexander John Fitzgerald                    | Andy Andrews John Sadri                           | 6-4 7-6                                           |
| 1983      | Mark Edmondson Paul McNamee                       | Steve Denton Sherwood Stewart                     | 6-3 7-6                                           |
| 1984      | Mark Edmondson Sherwood Stewart                   | Joakim Nyström Mats Wilander                      | 6-2 6-2 7-5                                       |
| 1985      | Paul Annacone Christo Van Rensburg                | Mark Edmondson Kim Warwick                        | 3-6 7-6 6-4 6-4                                   |
| 1986      | Không tổ chức vì đổi lịch                         | Không tổ chức vì đổi lịch                         | Không tổ chức vì đổi lịch                         |
| 1987      | Stefan Edberg Anders Jarryd                       | Peter Doohan Laurie Warder                        | 6-4 6-4 7-6                                       |
| 1988      | Rick Leach Jim Pugh                               | Jeremy Bates Peter Lundgren                       | 6-3 6-2 6-3                                       |
| 1989      | Rick Leach Jim Pugh                               | Darren Cahill Mark Kratzmann                      | 6-4 6-4 6-4                                       |
| 1990      | Pieter Aldrich Danie Visser                       | Grant Connell Glenn Michibata                     | 6-4 4-6 6-1 6-4                                   |
| 1991      | Scott Davis David Pate                            | Patrick McEnroe David Wheaton                     | 6-7 7-6 6-3 7-5                                   |
| 1992      | Todd Woodbridge Mark Woodforde                    | Kelly Jones Rick Leach                            | 6-4 6-3 6-4                                       |
| 1993      | Danie Visser Laurie Warder                        | John Fitzgerald Anders Jarryd                     | 6-4 6-3 6-4                                       |
| 1994      | Jacco Eltingh Paul Haarhuis                       | Byron Black Jonathan Stark                        | 6-7 6-3 6-4 6-3                                   |
| 1995      | Jared Palmer Richey Reneberg                      | Mark Knowles Daniel Nestor                        | 6-3 3-6 6-3 6-2                                   |
| 1996      | Stefan Edberg Petr Korda                          | Sebastien Lareau Alex O'Brien                     | 7-5 7-5 4-6 6-1                                   |
| 1997      | Todd Woodbridge Mark Woodforde                    | Sebastien Lareau Alex O'Brien                     | 4-6 7-5 7-5 6-3                                   |
| 1998      | Jonas Björkman Jacco Eltingh                      | Todd Woodbridge Mark Woodforde                    | 6-2 5-7 2-6 6-4 6-3                               |
| 1999      | Jonas Björkman Patrick Rafter                     | Leander Paes Mahesh Bhupathi                      | 6-3 4-6 6-4 6-7(10) 6-4                           |
| 2000      | Ellis Ferreira Rick Leach                         | Wayne Black Andrew Kratzmann                      | 6-4 3-6 6-3 3-6 18-16                             |
| 2001      | Jonas Björkman Todd Woodbridge                    | Byron Black David Prinosil                        | 6-1 5-7 6-4 6-4                                   |
| 2002      | Mark Knowles Daniel Nestor                        | Fabrice Santoro Michael Llodra                    | 7-6(4) 6-3                                        |
| 2003      | Fabrice Santoro Michael Llodra                    | Mark Knowles Daniel Nestor                        | 6-4 3-6 6-3                                       |
| 2004      | Fabrice Santoro Michael Llodra                    | Bob Bryan Mike Bryan                              | 7-64 6-3                                          |
| 2005      | Wayne Black Kevin Ullyett                         | Bob Bryan Mike Bryan                              | 6-4 6-4                                           |
| 2006      | Bob Bryan Mike Bryan                              | Martin Damm Leander Paes                          | 4-6 6-3 6-4                                       |
| 2007      | Bob Bryan Mike Bryan                              | Jonas Bjorkman Max Mirnyi                         | 7-5, 7-5                                          |
| 2008      | Jonathan Erlich Andy Ram                          | Arnaud Clément Michaël Llodra                     | 7-5, 7-64                                         |
| 2009      | Bob Bryan Mike Bryan                              | Mahesh Bhupathi Mark Knowles                      | 2–6, 7–5, 6–0                                     |
| 2010      | Bob Bryan Mike Bryan                              | Daniel Nestor Nenad Zimonjić                      | 6–3, 6–7(5), 6–3                                  |
| 2011      | Bob Bryan Mike Bryan                              | Mahesh Bhupathi Leander Paes                      | 6–3, 6–4                                          |
| 2012      | Leander Paes Radek Stepanek                       | Mike Bryan Bob Bryan                              | 7–61, 6–2                                         |
| 2013      | Bob Bryan Mike Bryan                              | Robin Haase Igor Sijsling                         | 6–3, 6–4                                          |
| 2014      | Łukasz Kubot Robert Lindstedt                     | Eric Butorac Raven Klaasen                        | 6–3, 6–3                                          |
| 2015      | Simone Bolelli Fabio Fognini                      | Pierre-Hugues Herbert Nicolas Mahut               | 6–4, 6–4                                          |
| 2016      | Jamie Murray Bruno Soares                         | Daniel Nestor Radek Štěpánek                      | 2–6, 6–4, 7–5                                     |
| 2017      | Henri Kontinen John Peers                         | Bob Bryan Mike Bryan                              | 7–5, 7–5                                          |
| 2018      | Oliver Marach Mate Pavić                          | Juan Sebastián Cabal Robert Farah                 | 6–4, 6–4                                          |
| 2019      | Pierre-Hugues Herbert Nicolas Mahut               | Henri Kontinen John Peers                         | 6–4, 7–6(7–1)                                     |
| 2020      | Rajeev Ram Joe Salisbury                          | Max Purcell Luke Saville                          | 6–4, 6–2                                          |
| 2021      | Filip Polášek Ivan Dodig                          | Rajeev Ram Joe Salisbury                          | 6–3, 6–4                                          |
| 2022      | Nick Kyrgios Thanasi Kokkinakis                   | Matthew Ebden Max Purcell                         | 7–5, 6–4                                          |
| 2023      | Rinky Hijikata Jason Kubler                       | Hugo Nys Jan Zieliński                            | 6–4, 7–6(7–4)                                     |
| 2024      | Rohan Bopanna Matthew Ebden                       | Simone Bolelli Andrea Vavassori                   | 7–6(7–0), 7–5                                     |
| 2025      | Harri Heliövaara Henry Patten                     | Simone Bolelli Andrea Vavassori                   | 6–7(16–18), 7–6(7–5), 6–3                         |